# Calamodontophis
Genre
Calamodontophis est un genre de serpents de la famille des Dipsadidae.

## Répartition
Les espèces de ce genre se rencontrent en Uruguay et dans le sud du Brésil.

## Liste des espèces
Selon The Reptile Database (28 août 2013) :
- Calamodontophis paucidens (Amaral, 1936)
- Calamodontophis ronaldoi Franco, de Carvalho Cintra & de Lema, 2006

## Publication originale
- Amaral, 1963 : Herpetological Note. Copeia, vol. 1963, no 3, p. 580.